# Tom Daley
Thomas Robert Daley (Plymouth, 21 de maio de 1994) é um saltador britânico, especialista em saltos da plataforma de 10 metros.

## Carreira
Começou a praticar saltos em plataforma quando tinha sete anos. Aos 14 anos de idade competiu nos Jogos Olímpicos de 2008 em Pequim, tornando-se o mais jovem atleta britânico a conseguir esse feito desde o remador Ken Lester em 1960.
O saltador recebeu, rapidamente, uma grande atenção pelo público mais jovem pelos seus abdominais que, nos Jogos Olímpicos de 2012, exibiu. É filho de Debbie Daley e Robert Daley e tem dois irmãos mais novos, Willian e Benjamin. O seu pai morreu a 27 de Maio de 2011, com apenas 40 anos, após uma longa batalha contra o cancro.
Nos Jogos Olímpicos do Rio conquistou a sua segunda medalha olímpica, desta vez na modalidade sincronizada na plataforma 10 m, ao lado de Daniel Goodfellow.
Ganhou o ouro em Tóquio 2020 na plataforma de dez metros sincronizado ao lado de Matty Lee.

### Documentário
Em 2025, Tom Daley foi tema do documentário britânico Tom Daley: 1.6 Seconds, dirigido por Vaughan Sivell e lançado na plataforma oficial dos Jogos Olímpicos. Com 90 minutos de duração, o filme revisita sua trajetória desde a estreia olímpica aos 14 anos, nos Jogos de Pequim 2008, até sua despedida das competições em Paris 2024.
O título faz referência ao tempo médio que um atleta permanece no ar durante um salto da plataforma de 10 metros. Essa metáfora é usada ao longo do documentário para abordar a intensidade e a brevidade dos momentos decisivos no esporte de alto rendimento, bem como os impactos emocionais da exposição pública desde a infância.
A produção reúne imagens de arquivo, entrevistas e registros íntimos da vida pessoal de Daley. Entre os temas tratados, estão o luto pela morte do pai, os desafios de assumir publicamente sua sexualidade, seu relacionamento com o roteirista Dustin Lance Black, com quem se casou em 2017, e a experiência como pai. O documentário também discute saúde mental, pressão da mídia, representatividade LGBTQIA+ no esporte e o papel do atleta como ativista por inclusão e diversidade.

## Vida pessoal
Em 2 de dezembro de 2013, declarou-se homossexual, dizendo em vídeo de seu canal no youtube, estar em um relacionamento com um homem.
Começou a namorar com o roteirista - e vencedor do Oscar de melhor roteiro original - norte-americano Dustin Lance Black em 2013. Se casaram em 2017 e em 2018 se tornaram pais de Robert Ray, gerado através de inseminação artificial por uma barriga de aluguel.